# Eric Abetz
Eric Abetz (ur. 25 stycznia 1958 w Stuttgarcie) – australijski polityk.
W 1961 z rodzicami przeniósł się do Australii. Ukończył Taroona High School, Hobart Matriculation College, a następnie studia prawnicze na Uniwersytecie Tasmańskim. W 1976 został członkiem Liberalnej Partii Australii. W 1989 został członkiem parlamentu stanowego Tasmanii. W 1994 został wybrany do Senatu Australii jako reprezentant Tasmanii, ponownie w 1998 i 2002. W latach 2006–2007 był ministrem rybołówstwa i leśnictwa w koalicyjnym rządzie Johna Howarda.